# 明治七年討蕃軍本營地
明治七年討蕃軍本營地紀念碑，又稱龜山安營紀念碑，是位於台灣屏東縣車城鄉，為紀念牡丹社事件中日本登陸射寮（現後灣村龜山沿岸）而設立的紀念碑，已於2010年4月28日登錄屏東縣歷史建築。

## 歷史

### 背景
1871年，因八瑤灣事件中，54名琉球人誤闖排灣族領地，被當地部落視為入侵者而出草為由，在時任台灣蕃地事務都督西鄉從道的領導下，於5月8日（一說10日）率領日軍出兵於車城灣射寮登陸，在5月22日石門攻擊以牡丹社為主的原住民部落後，隨後則就地於龜山（今海洋生物博物館附近）平原區長期駐紮，分兵駐守於楓港（日本稱風港營所）等地。清帝國對此隨即提出抗議。最終日軍因感染熱病而死亡超過五百人，又耗費六百萬圓以上的鉅額軍費，因此日本政府透過外交手段與清帝國和解，並在該年十一月撤兵，史稱為「牡丹社事件」或「台灣出兵」。其中日軍在撤離前，曾在原本營之地立碑紀念，然而在清兵接收後，依照和約而將日軍營舍及紀念碑立刻拆除。

### 建立
臺灣在1895年10月因《馬關條約》割讓予日本，1916年10月歸因日軍登陸射寮45週年紀念，在恆春支廳長鹽尻彌太郎倡議下，於龜山山麓處重建該碑，並題為「明治七年討蕃軍本營地」十字，由大坪頂區長陳水成、射寮庄保正陳本及保甲民等人協力完成，1935年12月5日，臺灣總督府將其以「明治七年龜山本營之址」的名義，公告為臺灣史蹟名勝天然紀念物史蹟，並在1937年再度整修。第二次世界大戰日本投降退出台灣後，該紀念碑上有關日軍的文字則遭到人為磨滅或削改，1996年國立海洋生物博物館興建工程時因曾稍破壞紀念碑外的圍牆，但在墾丁國家公園的修復下則將本紀念碑和周圍區域加以整理，當前並設置解說牌來解說此碑的落成與牡丹社事件的始末。

## 形式設計
明治七年討蕃軍本營地紀念碑高107公分，寬80公分，整體結構是由砂岩所造，基座則以混凝土製成，並刻有「昭和十二年三月改修」及「恆春郡」等文字。當前碑身與碑座仍然保持原貌，然而正面「明治七年討蕃軍本營地」碑文因遭到破壞而難以辨識，碑石背面上亦有雕刻文字，其刻痕因經長年風化因素，部份文字刻痕難以辨認。

## 外部連結
- 明治七年討蕃軍本營地- 文化部iCulture-文化空間 （页面存档备份，存于）
- 明治七年討蕃軍本營地- 文化資源地理資訊系統 （页面存档备份，存于）
- 明治七年討蕃軍本營地- 碑碣與戰事遺跡 （页面存档备份，存于）
- 1936年的龜山本營記念碑 - 台灣舊照片資料庫 （页面存档备份，存于）